# Остеркаппельн
Остеркаппельн (нім. Ostercappeln) — громада в Німеччині, розташована в землі Нижня Саксонія. Входить до складу району Оснабрюк. Складова частина об'єднання громад  .
Площа — 100,18 км2. Населення становить 9890 ос. (станом на 31 грудня 2021).